# Купол Эльфо
Купол Эльфо (фр. La coupole d'Helfaut, также известен как нем. Bauvorhaben 21 — Стройплощадка 21) — германский бункер на севере Франции, на территории коммуны Эльфо (департамент Па-де-Кале), в пяти километрах к югу от Сент-Омера. Бункер был построен «Организацией Тодта» в 1943—1944 годах на месте заброшенной известняковой каменоломни и предназначался для защиты от бомбовых попаданий комплекса, осуществляющего предстартовую подготовку и заправку ракет Фау-2, запускаемых по Лондону. Из-за интенсивных воздушных бомбардировок в 1943—1944 годах завершение строительства было признано невозможным (хотя сам купол разрушен не был). С 1997 года является частью тематического музея, посвящённого германской ракетной программе.

## История
Интенсивные стратегические бомбардировки Германии, проводимые союзной авиацией, вынудили немцев к середине Второй Мировой Войны изыскивать способы защиты своих стратегических объектов от воздушного уничтожения. К таковым объектам относилась и инфраструктура «оружия возмездия» — ракеты Фау-2.
Венец германской ракетной программы, Фау-2 была первым в мире дальнобойным баллистическим управляемым снарядом, принятым на вооружение и массово применённым в боевых действиях. Её скорость делала при тогдашнем развитии техники практически невозможным любой мыслимый перехват. Тем не менее, Фау-2 имела ряд недостатков, в частности, необходимость заправки жидким кислородом перед запуском.
Производство жидкого кислорода в масштабах, необходимых для частых запусков Фау-2 требовало огромных промышленных мощностей. Планируемые темпы запуска — до 30 и более ракет в сутки — вынуждали оборудовать новые кислородные заводы возможно более близко к пусковым установкам (то есть на расстоянии не более 320 километров от предполагаемых целей в Великобритании), чтобы минимизировать потери жидкого кислорода за счёт испарения. Германские ВВС, находившиеся к 1943 году на грани истощения, были бы не в состоянии защитить пусковые комплексы от интенсивных бомбардировок.
Для обеспечения бесперебойных запусков Фау-2, инженеры Пенемюнде предложили идею заглублённых подземных бункеров, защищённых от бомбардировок мощными крышами из железобетона. Эти бункеры должны были стать целыми предприятиями по заправке и предстартовой подготовке ракет Фау-2 перед их выдвижением на боевые позиции. Несмотря на оппозицию Вальтера Дорнбергера (считавшего, что такие бункеры будут слишком уязвимы), концепция понравилась Гитлеру, и тот приказал начать строительство сразу нескольких исполинских стартовых сооружений.

## Конструкция и расположение
Успешная атака союзной авиации на строящийся Бункер Эперлек 27 августа 1943 года вынудила немецких конструкторов пересмотреть подход к строительству крупных железобетонных сооружений в радиусе досягаемости тяжелых бомбардировщиков англичан и американцев. Было признано, что обычные методы работы — рытьё основания, строительство сооружения и затем засыпка его грунтом — слишком уязвимы для непрерывных бомбардировок.
В качестве альтернативы, Альберт Шпеер на встрече с Гитлером 30 сентября 1943 года предложил новую схему строительства. Предполагалось на месте предполагаемого строительства предварительно возвести гигантский железобетонный купол, способный целиком прикрыть стройплощадку от бомбардировок. После этого под этой гигантской «крышей», полностью закрывающей область работ, должна была быть сделана выемка грунта и в образовавшемся внутреннем пространстве возведены всё необходимые сооружения для подготовки баллистических ракет.

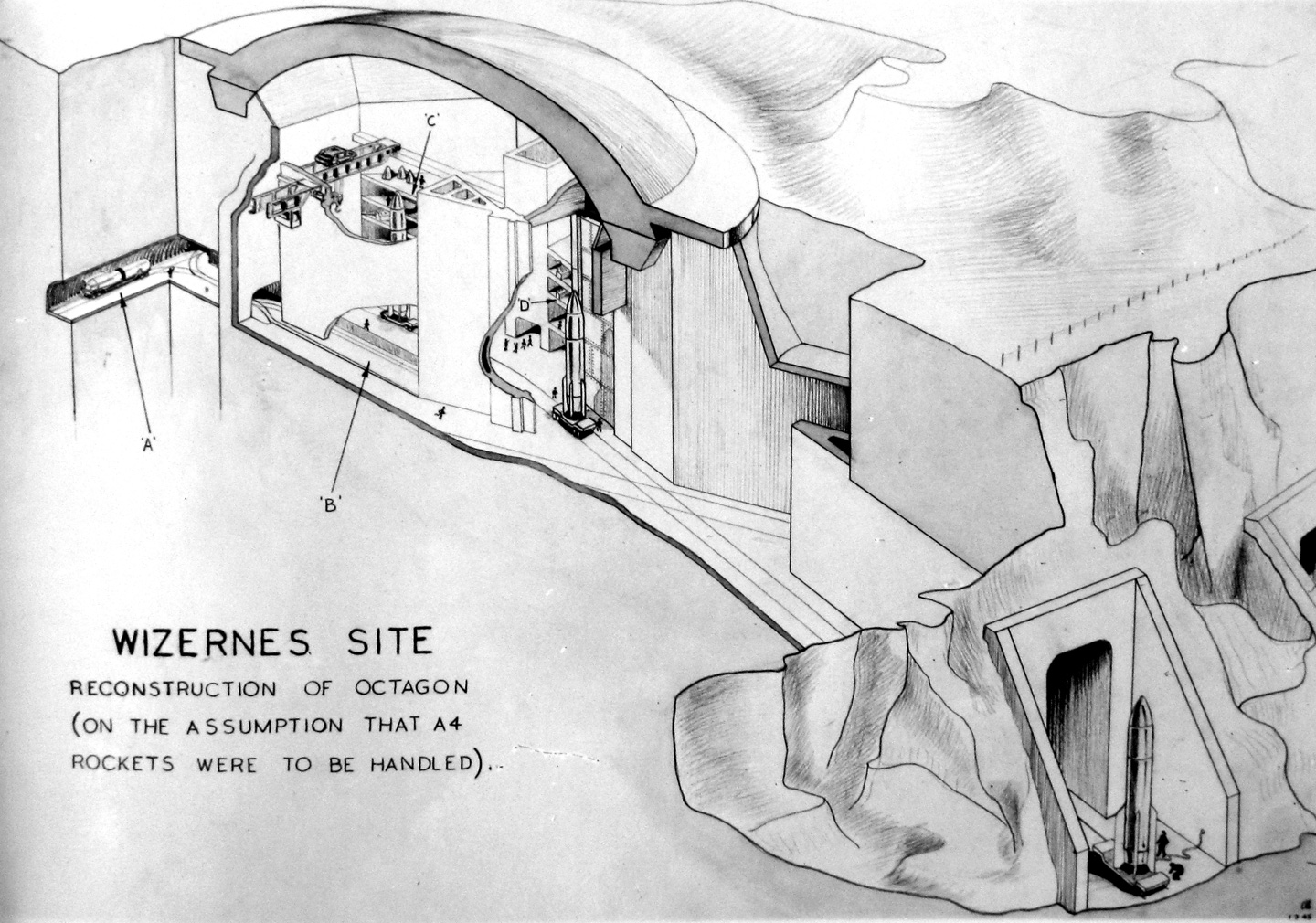
Схема купола

В качестве места строительства был выбран заброшенный карьер поблизости от французской деревни Визерне в департаменте Па-Де-Кале. Ранее он уже рассматривался как возможное хранилище ракет перед доставкой в Эперлек. Рядом с карьером должен был быть надстроен гигантский железобетонный купол толщиной 5,1 метра и диаметром в 71 метр, весящий 55000 тонн. Под защитой этого гигантского сооружения, представлявшегося неуязвимым для обычных авиационных бомб, должен был быть возведён огромный подземный комплекс заправки и предстартовой подготовки ракет Фау-2, соединённый системой тоннелей общей длиной в 7,4 км с железнодорожной веткой и с пусковыми площадками в самом карьере.
Железнодорожная ветка, ответвляющаяся от основной железнодорожной линии карьера, проходила через подземный тоннель, называемый «Ида». Туннель полукольцом охватывал купол, вновь соединяясь с железнодорожной линией за его пределами, что позволяло поездам, везущим в комплекс ракеты с заводов, не задерживаться для разворота. Туннель «Ида» также являлся подземной разгрузочной станцией — здесь защищённые от бомб поезда должны были перегружать доставленные ракеты на транспортные тележки, перемещавшиеся по двум тоннелям «Матильда» и «Хьюго», ведущими непосредственно в купол. Оба тоннеля были также оснащены множеством боковых ответвлений, предназначенных для хранения десятков доставленных ракет, ожидающих запуска.
Непосредственно под куполом располагался огромный октогональный подземный зал диаметром 41 метр и высотой в 33 метра. Разделённый на несколько горизонтальных ярусов, зал служил для предстартовой подготовки и заправки ракет горючим и жидким кислородом, поставлявшимся расположенным уровнем выше кислородным заводом. Здесь ракеты Фау-2 проходили предстартовую подготовку, оснащались боеголовками и, заправленные, устанавливались в вертикальное положение (перевозить заправленную ракету в горизонтальном положении было нельзя).
С западной стороны зала, примыкавшей непосредственно к карьеру, располагались две высокие галереи — «Густав» и «Гретхен», ведущие из купола. По этим подземным коридорам высотой 17 метров и шириной в 4 метра заправленные и снаряжённые ракеты Фау-2 должны были доставляться в вертикальном положении из сборочного зала в пусковые установки. Наружные выходы из галерей закрывались взрывонепроницаемыми стальными дверями весом около сотни тонн.
Подходящие к площадке поезда с ракетами сворачивали в туннель «Ида», где разгружались. Доставленные ракеты с помощью транспортных тележек доставлялись по тоннелям «Матильда» и «Хьюго» в октагональный зал под куполом, где ракеты проверялись и снаряжались к полёту. Заправленные установленные вертикально ракеты по тоннелям «Густав» и «Гретхен» доставлялись к стартовым площадкам в карьере, откуда они должны были выпускаться в сторону Лондона, отстоящего на 188 км от комплекса.
Ожидаемый темп запуска ракет Фау-2 из-под купола составлял 30—50 ракет в сутки. Гитлер требовал, чтобы купол был полностью готов к запускам к концу 1943 года, но это требование так и не было выполнено.

## Строительство
Постройка купола началась в ноябре 1943 года, чтобы надёжно защитить строящуюся площадку от воздушных налётов союзников. Грандиозное сооружение было возведено непосредственно на грунте, и впоследствии, уже под куполом началось рытьё гигантской выемки для размещения ракетного комплекса. Хотя изначально предполагалось завершить строительство к весне 1944, непрерывные воздушные налёты союзников сильно замедляли ход работ — только в мае 1944, из-за постоянных воздушных тревог постройка прерывалась 229 раз.
В отличие от других германских строительных проектов, строительство велось в основном руками германских высококвалифицированных рабочих, с относительно небольшим привлечением труда военнопленных. Гитлер отдавал строительству высокий приоритет, и по его приказу число рабочих было увеличено с 1100 в апреле 1944 до 1400 в июне 1944.
Уже в процессе строительства, конструкция купола была дооснащена «противобомбовой юбкой», кольцом охватывающей его основание. Это железобетонное сооружение шириной 14 метров и толщиной в 2 метра препятствовало поражению бомбами грунта у краев купола, что могло бы привести к обрушению конструкции.
Рядом с куполом, на вершине нависающего над карьером холма, было смонтировано кубической формы бетонное сооружение, призванное защищать выходы вентиляционных шахт. Работа с ракетным топливом в бункере требовала мощной системы вентиляции, и риск поражения вентиляционных шахт бомбардировками вынудил предусмотреть защиту также и для них. Тем не менее, постройка вентиляционных шахт даже не была завершена к тому моменту, когда немцы утратили контроль над куполом.

## Атаки союзников и разрушение купола
Союзники зафиксировали активность в Визерне ещё в августе 1943 года, но оставались в неведении о строительстве купола до января 1944, когда самолёт-разведчик обнаружил тщательно закамуфлированное сооружение. Хотя аналитики союзников предположили, что он как-то связан с германской программой «оружия возмездия», тем не менее не было предпринято масштабных воздушных атак против купола до марта 1944, когда он был внесён в список целей операции «Арбалет» (operation «Crossbow») — бомбардировочной кампании против площадок развертывания германского ракетного оружия.

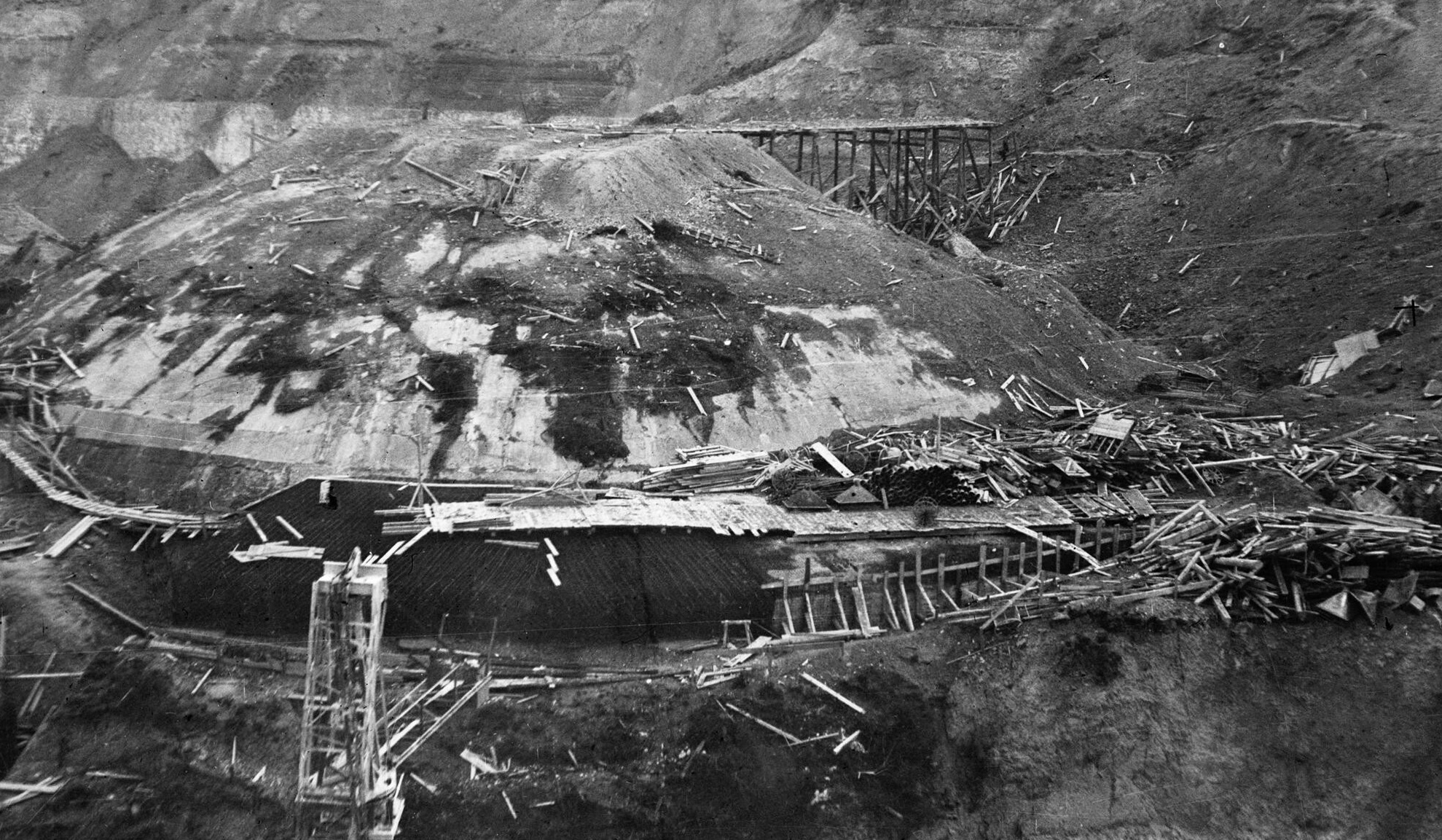
Полуразрушенный купол после бомбардировки 17 июля 1944

В следующие несколько месяцев, купол подвергся в общей сложности 16 воздушным налётам с задействованием 811 бомбардировщиков и сбросом 4260 тонн бомб. Сильный урон был нанесён окружающей местности, включая почти полное разрушение деревни Визерне.
Несмотря на тысячи тонн сброшенных бомб, купол практически не пострадал от обычных бомбардировок. Хорошо закамуфлированное, сравнительно небольшое сооружение, оказалось сложной целью для высотного бомбометания. За все время обычных бомбардировок, было достигнуто лишь одно прямое попадание в купол, но и оно не нанесло ему никакого ущерба. Тем самым, принципиально правильность концепции была подтверждена — защищённая от бомбардировок стройплощадка практически не получала урона от вражеских атак.
Но союзники все же смогли найти способ вывести купол из строя: в июне и июле 1944 года, RAF предприняло серию атак с использованием новых 5-тонных сейсмических бомб «Tallboy».
Бомбардировки с применением сверхтяжелых бомб начались с 24 июня и завершились 17 июля с разрушительным эффектом. Детонации заглубляющихся снарядов буквально сравняли с землёй строительную площадку, полностью подтвердив тем самым расчёты британского конструктора Барнса Уоллеса. Как он и полагал, сверхтяжелые бомбы оказались способны разрушать сооружения не только при прямом попадании, но и при близком разрыве в глубине грунта. Сбрасываемые с большой высоты, бомбы разгонялись до сверхзвуковой скорости и пробивали грунт на глубину до 30 метров перед детонацией, производя эффект искусственного землетрясения. Одна бомба ударила прямо в склон холма над куполом, вызвав грандиозный обвал, заваливший тоннели «Густав» и «Гретхен». Сам купол не пострадал, но детонации заглублённых бомб ослабили породу вокруг него, вызвав разрушение защитной «юбки», частично обрушившейся в карьер. Масштаб разрушений был настолько большим, что немцы сочли продолжение работ на площадке бессмысленным. Дорнбергер писал, что взрывы бомб настолько дестабилизировали холмы вокруг, что площадка подвергалась постоянным оползням.
18 июля, после получения сведений о разрушении площадки, германское командование отказалось от идеи запускать Фау-2 из бункеров. Работы над куполом были остановлены. Некоторое время рассматривалась возможность использования уцелевшей конструкции купола для размещения под ним кислородного завода, снабжающего кислородом новые, мобильные позиции Фау-2. Но высадка союзников в Нормандии и стремительное наступление англо-американских войск в Северной Франции привели к тому, что 5 сентября купол оказался в руках союзников.

## Послевоенная история
После захвата купола союзники провели его детальное обследование. Британская техническая комиссия под началом Дункана Сэндса изучила объект, составив его подробное описание. Комиссия установила, что купол должен был использоваться для запуска ракет Фау-2. В то же время комиссия предположила, что, судя по размерам транспортных коридоров ведущих к пусковым площадкам в карьере (высота 17 м), купол мог также использоваться для запуска неких более крупных ракет. Дальнейшая эксплуатация купола для каких-либо целей была сочтена союзниками небезопасной, так как прочность сооружения была нарушена, тоннели непрерывно обваливались.
После войны купол вместе с карьером оказался в частной собственности. Так как карьер был давно выработан, купол не привлекал интереса и оставался заброшенным до 1986 года.

## Музей купола
В 1986 г. правление Па-де-Кале инвестировало 10 миллионов франков в восстановление купола Визерне как часть музейной экспозиции, посвящённой Второй Мировой Войне и «оружию возмездия». План был представлен широкой публике в 1987 году, на конференции, проведённой 20-21 июля в присутствии архитектора купола Вернера Флосса. Часть галереи «Ида», блокированная с 1944 года, была открыта для туристов.
Группа местных историков начала в конце 1980-х кампанию за частичное завершение работ над куполом и превращению его в полноценный музейный комплекс. План получил поддержку, и в 1993 году, после 49 лет простоя, работы над куполом возобновились. Проект стоимостью в 69 миллионов франков был финансирован частично местным правлением (35 миллионов), Европейским Сообществом (12 миллионов) и правлениями других регионов. В ходе работы, октагональный зал под куполом был расширен и углублён на 2 метра, и превращён в огромный музейный зал, посвящённый оккупации Франции и программе «оружия возмездия». Туннели «Ида» и «Матильда» были приспособлены для перемещения туристов.
К 2011 году, музей посетили более 120000 человек. В экспозиции представлено большое количество образцов ракет Фау-1 и Фау-2. C 2010 года, музей также распоряжается батареей сверхдальнобойных орудий Фау-3 в Крепости Мимоэске